# Collada d'en Jaume
La Collada d'en Jaume és una collada dels contraforts nord-orientals del Massís del Canigó, a 1.129,1 metres d'altitud, en el límit dels termes comunals d'Estoer i de Vallestàvia, tots dos a la comarca del Conflent (Catalunya del Nord).
Està situada a prop de l'extrem nord-oest del terme comunal de Vallestàvia, en el vessant sud del Puig dels Moros, al nord del Coll de la Gallina i a ponent del Cortal del Xuri.